# Røde Kors papirindsamling
|  | Denne artikel er oprettet af botten Steenthbot ud fra en ekstern database. Den kan derfor have sproglige fejl eller mangler. Denne skabelon kan fjernes efter kontrol af indholdet. |

Røde Kors papirindsamling er en dansk dokumentarfilm fra 1974 instrueret af Svend Aage Lorentz.

## Handling
"Filmen handler om den storstilede genanvendelseskampagne, som Dansk Røde Kors iværksætter med hjælp fra alle landets lokalafdelinger og en stor del af landets skoler. "